# Mezinárodní dolar
Mezinárodní dolar (též Gearyho-Khamisův dolar) je hypotetická měnová jednotka, která by měla v daném místě stejnou kupní sílu jako měl americký dolar v USA v určeném časovém okamžiku (u časových řad se často používá mezinárodní dolar fixovaný k roku 1990 či 2000). Prostřednictvím této jednotky je možno porovnávat údaje jak z různých zemí s odlišnou cenovou hladinou, tak z různých období. Mezinárodní dolar používají zejména některé instituce (např. Mezinárodní měnový fond nebo Světová banka) ve svých statistických publikacích.
Koncept mezinárodního dolaru navrhl v roce 1958 Roy Geary, prakticky ho rozpracoval Salem Hanna Khamis v letech 1970–1972.